# Lomografia

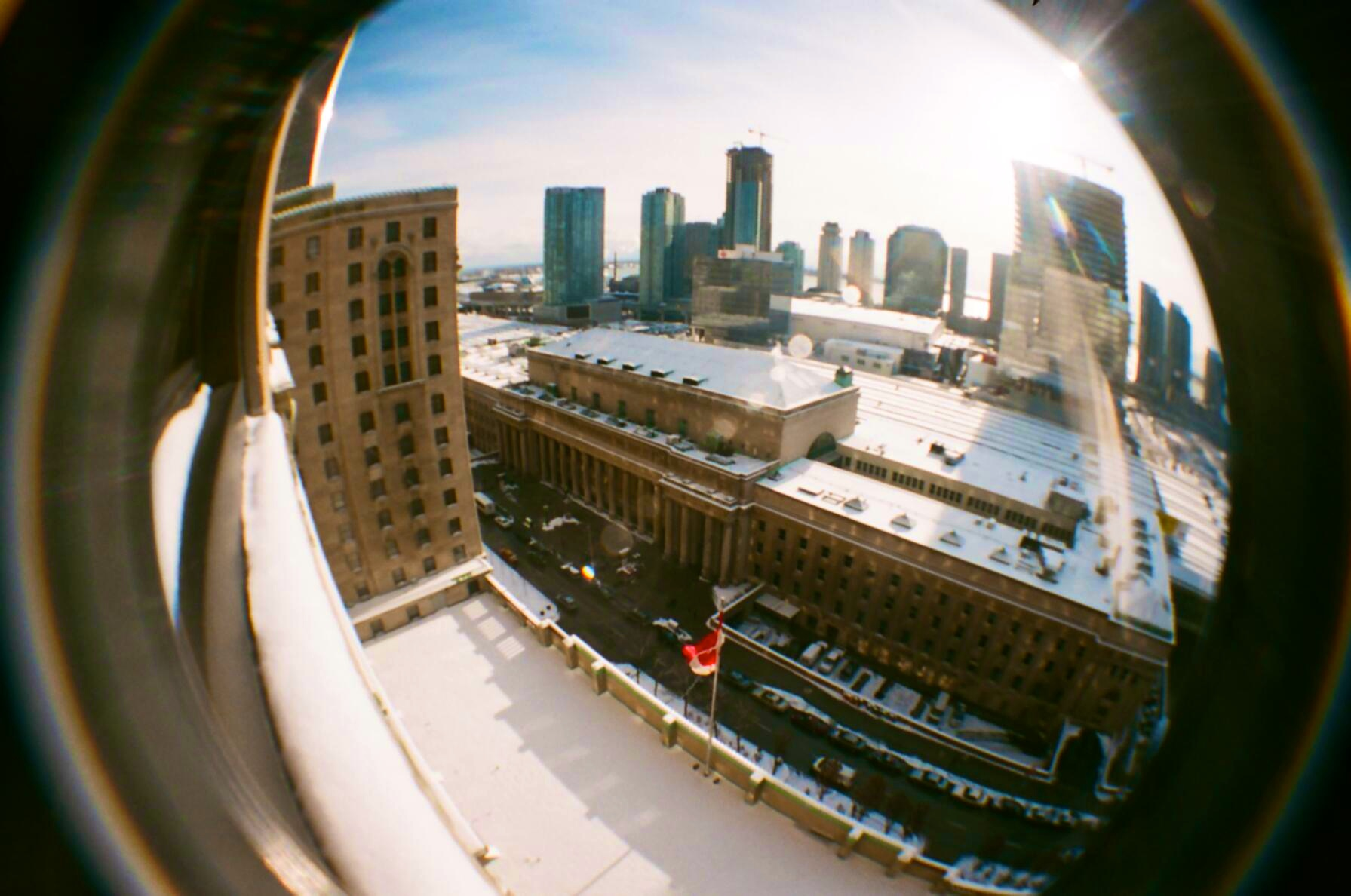
Zdjęcie łomograficzne z wykorzystaniem obiektywu typu „rybie oko”

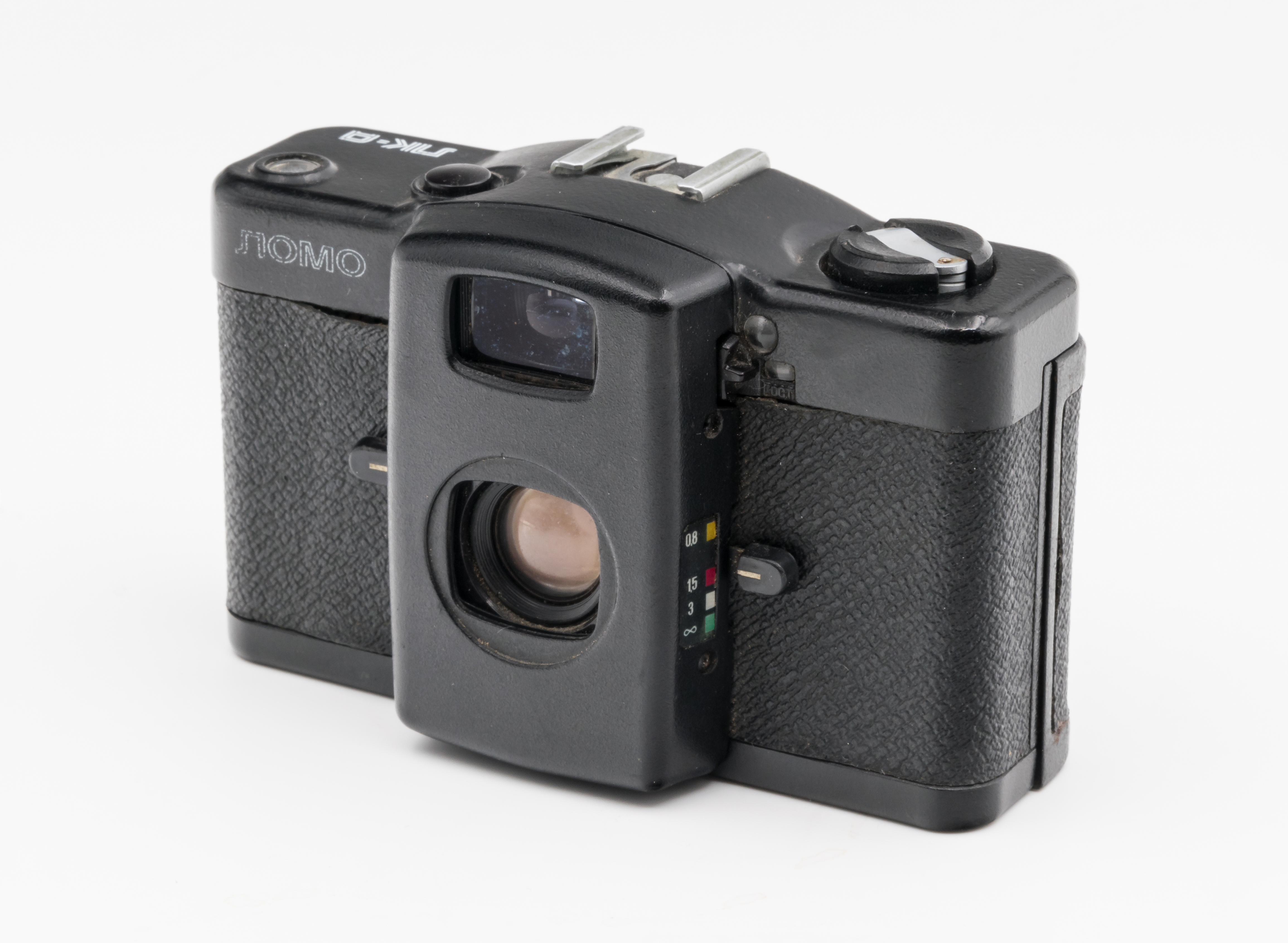
Łomo ŁK-A

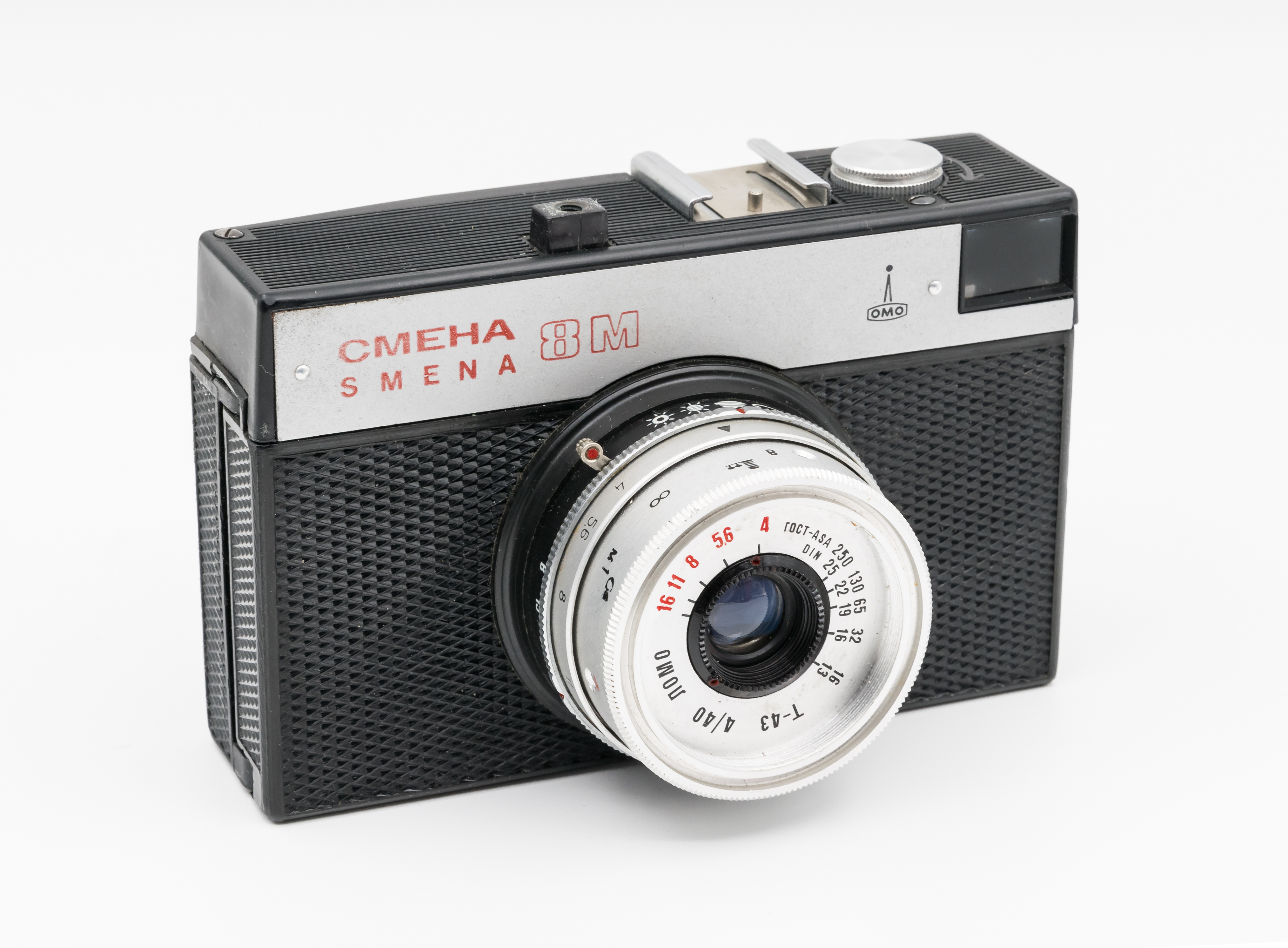
Smiena 8M, typowy aparat wykorzystywany w łomografii

Lomografia, łomografia – powstały na początku lat 90. XX w. w Wiedniu nurt w fotografii polegający na użyciu starych, tradycyjnych aparatów kompaktowych, przeważnie produkcji radzieckiej. Nazwa nurtu pochodzi od nazwy radzieckiej marki Łomo. Liczebność nurtu ocenia się na 500 000 osób.
Mimo że lomografia to przede wszystkim aparaty analogowe, istnieją także obiektywy z plastikowych aparatów takich jak Holga czy Diana przeznaczone do aparatów cyfrowych.

## Historia
Nurt zrodził się na początku lat dziewięćdziesiątych, podczas wycieczki austriackich studentów do Pragi. Odkryli oni w jednym z komisów radziecki aparat fotograficzny Lomo LC-A. Po wywołaniu zdjęć, stwierdzili, że odznaczają się zupełnie inną, nieprzystającą do współczesności jakością i walorami artystycznymi . Lomografia szybko przerodziła się w nurt, którym fascynuje się wielu artystów, w tym np. Robert Redford.

## Istota nurtu
Zdjęcia tworzone w duchu lomo wyróżniają się dowolną tematyką oraz charakterystyczną estetyką obrazu, wynikającą z niskiej jakości sprzętu fotograficznego. Ruch lomograficzny kieruje się dziesięcioma zasadami:
1. Gdziekolwiek idziesz, weź Lomo ze sobą;
2. Rób zdjęcia o każdej porze dnia i nocy;
3. Lomo stanowi część Twojego życia;
4. „Pstrykaj z biodra”;
5. Fotografuj przedmioty z jak najmniejszej odległości;
6. Nie myśl!;
7. Bądź szybki!;
8. Przed naciśnięciem spustu migawki nigdy nie wiesz, co znajdzie się na zdjęciu;
9. Po naciśnięciu spustu migawki też nie będziesz tego wiedział;
10. Nie przejmuj się zasadami i konwenansami obowiązującymi w tradycyjnej fotografii.